# Duosperma densiflorum
Duosperma densiflorum là một loài thực vật có hoa trong họ Ô rô. Loài này được (C.B.Clarke) Brummitt mô tả khoa học đầu tiên năm 1974.